# Nguyễn Hồng Sỹ
Nguyễn Hồng Sỹ (5 tháng 2 năm 1937 – 18 tháng 4 năm 2011) là một Trung tướng Công an nhân dân Việt Nam. Ông từng giữ chức vụ Tổng cục trưởng Tổng cục Tình báo, Bộ Công an (Việt Nam).

## Xuất thân
Nguyễn Hồng Sỹ sinh ngày 5 tháng 2 năm 1937, quê quán tại xã Triệu Thượng (nay là Triệu Thành), huyện Triệu Phong, tỉnh Quảng Trị.

## Giáo dục
Từ tháng 7 năm 1956 đến tháng 2 năm 1959, ông học văn hóa tại trường bổ túc văn hóa Trung ương.

## Sự nghiệp
Ông gia nhập Đảng Cộng sản Việt Nam vào ngày 9 năm 4 năm 1965.
Năm 1954, 17 tuổi, ông tham gia hoạt động cách mạng. Năm 1955, ông thoát ly khỏi gia đình.
Từ tháng 1 năm 1955 đến tháng 6 năm 1956, ông làm Cán bộ tài vụ Ty Thủy lợi Nghệ An.
Từ tháng 7 năm 1956 đến tháng 2 năm 1959, ông học văn hóa tại trường bổ túc văn hóa Trung ương.
Từ tháng 3 năm 1959 đến tháng 7 năm 2001, ông công tác tại Bộ Công an Việt Nam.
Tại Bộ Công an, ông đã giữ các chức vụ: Phó trưởng phòng, Trưởng phòng, Phó cục trưởng, Phó Tổng cục trưởng, Quyền Tổng cục trưởng, Tổng cục trưởng Tổng cục V – Bộ Công an, Ủy viên Đảng ủy Công an Trung ương.
Ông được Thủ tướng Chính phủ Việt Nam thăng cấp hàm Thiếu tướng năm 1994, Trung tướng năm 2002.
Từ tháng 8 năm 2001 đến tháng 12 năm 2003, ông công tác tại Ban Nghiên cứu của Bộ Chính trị về an ninh quốc gia, giữ chức vụ Phó trưởng ban.
Từ tháng 1 năm 2004, được Nhà nước, Bộ Công an cho hưởng chế độ hưu trí.
Sau nghỉ hưu, ông sinh sống tại B1, ngõ Kiến Thiết, phường Thổ Quan, quận Đống Đa, TP Hà Nội.
8h ngày 10 tháng 4 năm 2011 (tức ngày 8 năm 3 năm Tân Mão), ông từ trần tại Viện Tim mạch, Bệnh viện Bạch Mai, Hà Nội.
Ông được an táng tại nghĩa trang Vĩnh Hằng, Ba Vì, TP Hà Nội.

## Phong tặng

### Lịch sử thụ phong quân hàm
- Thiếu tướng Công an nhân dân Việt Nam (năm 1994)
- Trung tướng Công an nhân dân Việt Nam (năm 2002)

### Huân huy chương
- Huy hiệu 40 năm tuổi Đảng Cộng sản Việt Nam[1]
- Huân chương Quân công hạng nhì (phó thủ tướng Nguyễn Sinh Hùng trao ngày 25 tháng 5 năm 2010)[1][2]
- Huân chương Chiến công hạng nhất[1]
- Huân chương Kháng chiến chống Mỹ, cứu nước hạng nhất[1]